# Luhman 16
Luhman 16 (WISE 1049−5319, WISE J104915.57−531906.1) je dvojice hnědých trpaslíků v souhvězdí Plachet v jižní části hvězdné oblohy. Nachází se ve vzdálenosti 6,5 světelných let (2 pc) od Slunce a jedná se o třetí nejbližší hvězdný systém po Alfě Centauri a Barnardově hvězdě. Systém byl pojmenován po svém objeviteli Kevinu Luhmanovi.
Primární složka má spektrální typ L7.5 a sekundární typ T0.5 ± 1, což naznačuje přechod z typu L do typu T. Hmotnosti složek Luhman 16 A a Luhman 16 B jsou přibližně 34 a 28 hmotností Jupiteru. Obě složky se vzájemně obíhají ve vzdálenosti přibližně 3,5 AU s oběžnou dobou asi 27 let.

## Objev
Systém byl objeven astronomem Kevinem Luhmanem z Centra pro exoplanety a obyvatelné světy na Pensylvánské státní univerzitě. Objev byl proveden na snímcích z družice NASA WISE pořízených mezi prosincem 2009 a únorem 2011. Systém byl identifikován díky výraznému vlastnímu pohybu objektů.
Sekundární složka (druhý hnědý trpaslík v systému) byla objevena zároveň s primární složkou a popsána ve stejné vědecké publikaci Kevina Luhmana z roku 2013, která oznámila celý objev systému Luhman 16. Při objevu byla úhlová vzdálenost složek přibližně 1,5 arcsekundy, což odpovídá vzdálenosti přibližně 3 AU.
Luhman 16 byl zpětně identifikován na snímcích z předchozích astronomických průzkumů, například v Digitized Sky Survey (DSS) z roku 1978, Infrared Astronomical Satellite (IRAS, 1983), Two Micron All-Sky Survey (2MASS, 1999) a dalších. Na snímku ESO Schmidtova dalekohledu z roku 1984 byla poloha systému zaznamenána jako podlouhlý objekt, což naznačuje oběžnou dráhu dvojice.

## Atmosféra
Luhman 16 B je jedním z fotometricky nejproměnlivějších hnědých trpaslíků. Pozorování pomocí VLT odhalila variabilitu způsobenou nepravidelným pokrytím povrchu oblačností, což je charakteristické pro hnědé trpaslíky typu L a T.
Pomocí infračervených pozorování byly identifikovány oblasti s různým stupněm oblačnosti na povrchu Luhman 16 B. Tyto oblasti ukazují na přítomnost aktivních atmosférických procesů, včetně bouřek a pohybu oblačných pásů. Variabilita světelné křivky hnědého trpaslíka Luhman 16 B naznačuje, že jeho atmosféra je dynamická a podléhá častým změnám.

## Povrchová mapa
Na základě dat z VLT byla vytvořena mapa povrchu Luhman 16 B, která odhalila nepravidelné rozložení světla na povrchu. Tyto rozdíly jsou pravděpodobně způsobeny variabilní oblačností, která vytváří oblasti s různou teplotou a jasností. Mapa naznačuje, že povrch obsahuje rozsáhlé bouřkové systémy a oblasti s dírami v oblacích, což umožňuje pohled na hlubší vrstvy atmosféry.

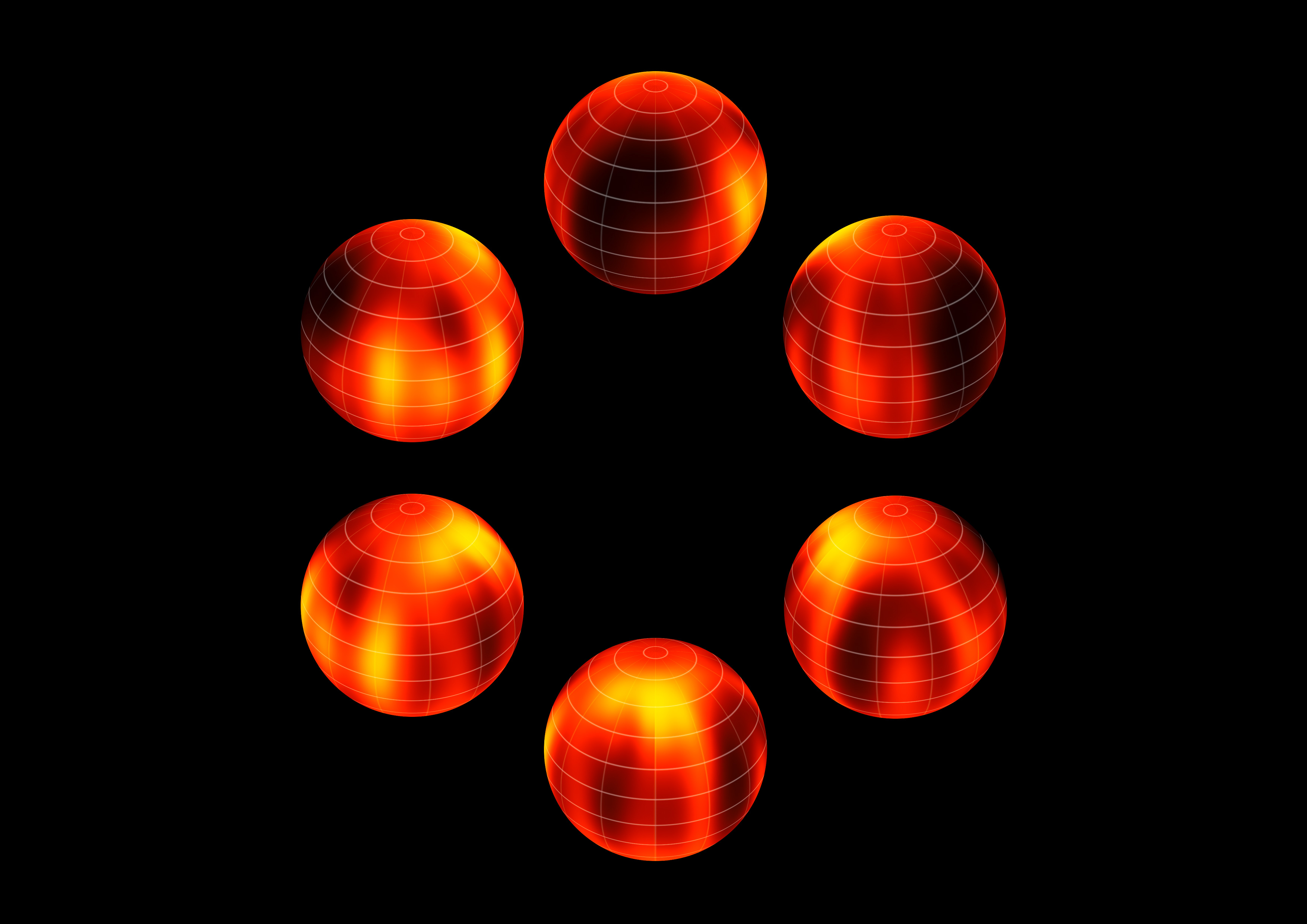
Povrch Luhman 16 B vytvořený na základě pozorování z VLT.
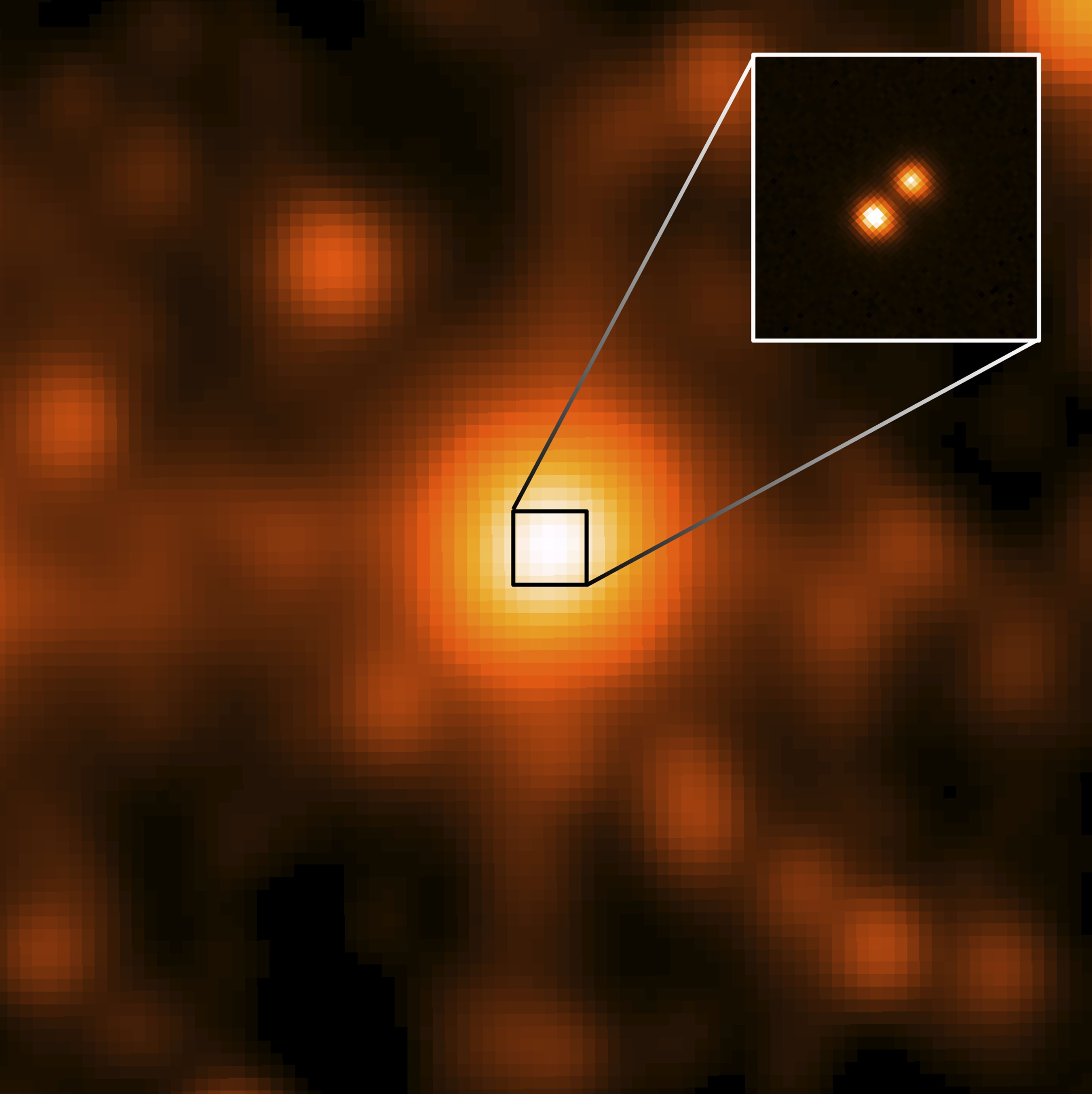
Snímek Luhman 16 pořízený družicí WISE.

## Možnost přítomnosti planet
V roce 2013 byly zaznamenány nepravidelnosti v pohybu systému, které naznačovaly přítomnost třetího tělesa. Studie naznačila možnost, že se jedná o planetu s hmotností několika hmotností Jupiteru, obíhající jednu ze složek systému.
Další pozorování s využitím Hubbleova vesmírného dalekohledu a VLT v následujících letech tuto hypotézu vyvrátila. Nebyla zjištěna přítomnost žádné planety s hmotností větší než 2 hmotnosti Jupiteru, která by obíhala blízko některé ze složek systému. Přítomnost menších těles v systému však nelze vyloučit.